# Нейман, Гейнц
Гейнц Нейман (нем. Heinz Neumann; 6 июля 1902, Берлин — 26 ноября 1937) — деятель германского и мирового коммунистического движения, журналист. Лидер ультралевого крыла Коммунистической партии Германии. В 1922—1924 редактор, с 1929 главный редактор партийного органа КПГ «Роте Фане». В 1924—1928 представитель КПГ при Коминтерне. В 1927 году советник при Коммунистической партии Китая, участвовал в восстании в Кантоне. С 1929 года член ЦК, в 1931—1932 годах кандидат в члены Президиума Исполкома Коминтерна (в 1932 году исключён за фракционную деятельность). Депутат рейхстага в 1930—1932. В 1932—1934 годах инструктор Коминтерна в Испании. В декабре 1934 годах арестован в Швейцарии, в мае 1935 года выдворен из страны. С 1935 года проживал в СССР.

## Биография
Родился в Берлине в семье среднего достатка. В молодости изучал филологию, увлёкся марксистскими идеями. В 1920 году вступил в коммунистическую партию под влиянием Эрнста Рейтера, позднее ставшего генеральным секретарём партии. Вступив в партию, сошёлся с Августом Тальгеймером. С 1921 года Нейман начал писать статьи в различные газеты КПГ. В 1922 году он бросил университет и стал редактором газеты «Роте Фане» («Красное Знамя»). Был арестован и провёл шесть месяцев в тюрьме, во время которых он выучил русский язык, причём настолько хорошо, что позднее мог говорить с советскими товарищами без переводчика. В 1922 году во время одной из поездок Нейман встретил Иосифа Сталина и с этого момента и до 1931 года был его активным сторонником, часто с ним встречался и вёл оживлённую переписку.
В первые годы партийной деятельности Нейман принадлежал к левому крылу КПГ, во главе которого находилась Рут Фишер. В 1923 году он присоединился к группе Артура Эверта и Герхарта Эйслера и стал партийным руководителем в округе Мекленбург.
Участвовал в Гамбургском восстании, в 1924 году бежал в Вену, из которой в 1925 году был выслан в СССР. Там 21 мая 1925 года он сменил Ивана Каца на посту представителя КПГ в Коминтерне. С июля по декабрь 1927 года представлял Коминтерн в Китае. Работая вместе с грузинским коммунистом Виссарионом Ломинадзе, участвовал в организации Гуанчжоуского восстания 11 декабря 1927 года; восстание было подавлено, и в результате ответных репрессий погибло 25 тыс. коммунистов.
Вернувшись в Германию в 1928 году, стал одним из высших руководителей КПГ. Он считался крупным теоретиком партии и стал главным редактором «Роте Фане». Будучи главным идеологом, он проводил ультралевую политику, был сторонником теории социал-фашизма и жёсткого противодействия нацизму, став автором лозунга «Schlagt die Faschisten, wo ihr sie trefft!» (Бейте фашистов там, где встретите!), широко использовавшегося до 1932 года. После V расширенного пленума ИККИ вошёл в состав Секретариата ИККИ, после V конгресса — член Бюро Секретариата ИККИ.
В 1930 году избран в рейхстаг. Наряду с другим депутатом рейхстага, Хансом Киппенбергером, Нейман был лидером партийных отрядов самообороны КПГ (нем. Parteiselbstschutz) и являлся одним из организаторов террористической акции в отношении двух полицейских на площади Бюловплац 9 августа 1931 года.
В 1931 году у Неймана проявились разногласия с политикой Сталина и Эрнста Тельмана: он считал, что они недооценивают опасность захвата власти фашистами. В октябре 1932 года был подвергнут критике, в ноябре 1932 года освобожден с партийных постов и потерял место в рейхстаге.
Был направлен в Испанию представителем Коминтерна, затем нелегально жил в Швейцарии. В январе 1934 года после обвинений в попытках раскола партии был вынужден публично выступить с самокритикой. В конце 1934 года был арестован в Цюрихе швейцарскими иммиграционными властями, шесть месяцев находился в заключении, после чего был выдворен из страны. Приехав в Советский Союз, поселился здесь. 27 апреля 1937 года был арестован НКВД. 26 ноября 1937 года приговорен к смертной казни Военной коллегией Верховного суда СССР и расстрелян в тот же день.